# Liste der Außenminister Estlands
Die Liste gibt einen Überblick über die Außenminister Estlands.

## Republik Estland
(vor dem Zweiten Weltkrieg)
- Jaan Poska 1919
- Ants Piip 1919
- Aadu Birk 1919–1920
- Kaarel Robert Pusta 1920
- Otto August Strandman 1920–1921
- Ants Piip 1921–1922
- Aleksander Hellat 1922–1923
- Friedrich Karl Akel 1923–1924
- Otto August Strandman 1924
- Kaarel Robert Pusta 1924–1925
- Ants Piip 1925–1926
- Friedrich Karl Akel 1926–1927
- Aleksander Hellat 1927
- Hans Rebane 1927–1928
- Jaan Lattik 1928–1931
- Jaan Tõnisson 1931–1932
- Mihkel Pung 1932
- August Rei 1932–1933
- Ants Piip 1933
- Julius Seljamaa 1933 – 1936
- Friedrich Karl Akel 1936–1938
- Karl Selter 1938–1939
- Ants Piip 1939–1940

## Estnische Exilregierungen
- August Rei 1944
- Hans Rebane 1945–1949
- Aleksander Warma 1953–1964
- August Koern 1964–1982
- Elmar Lipping 1982–1990
- Olev Olesk 1990–1992

## Nach der Wiedererlangung der estnischen Unabhängigkeit
- Lennart Meri 1990–1992
- Jaan Manitski 1992
- Trivimi Velliste 1992–1994
- Jüri Luik 1994–1995
- Riivo Sinijärv 1995
- Siim Kallas 1995–1996
- Toomas Hendrik Ilves 1996–1998
- Raul Mälk 1998–1999
- Toomas Hendrik Ilves 1999–2002
- Kristiina Ojuland 2002–2005
- Rein Lang 2005
- Urmas Paet 2005–2014
- Keit Pentus-Rosimannus 2014–2015
- Marina Kaljurand 2015–2016
- Jürgen Ligi 2016
- Sven Mikser 2016–2019
- Urmas Reinsalu 2019–2021
- Eva-Maria Liimets 2021–2022
- Andres Sutt (geschäftsführend) 2022
- Urmas Reinsalu 2022–2023
- Margus Tsahkna seit 2023